# Nuova Olanda (Australia)

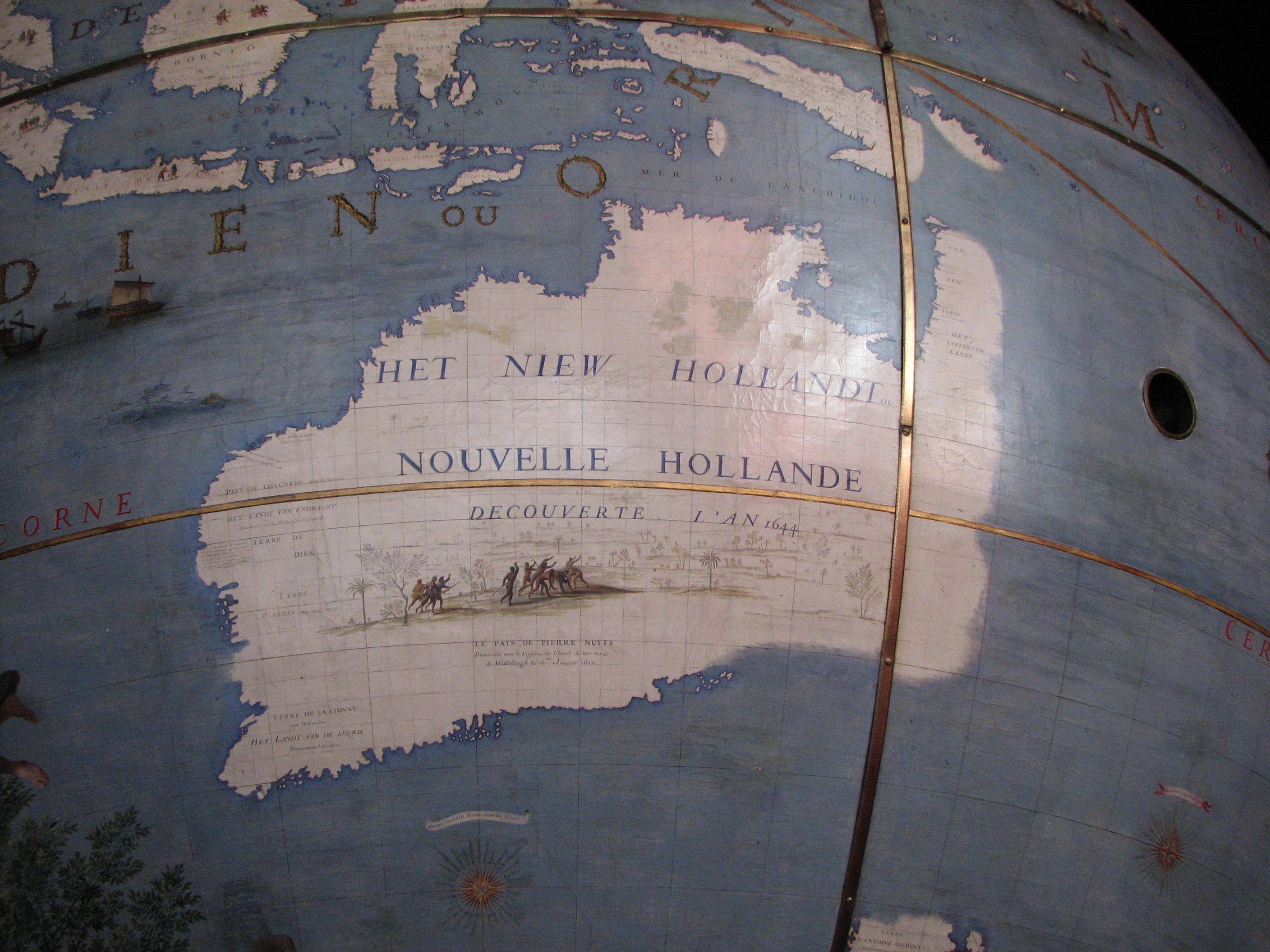
Nuova Olanda mappata su un mappamondo Coronelli commissionato nel 1681

Nuova Olanda (in olandese Nieuw-Holland) è uno storico nome dato dagli olandesi all'Australia, adottato anche da altri popoli del gruppo delle lingue germaniche, nonché il nome non ufficiale della frontiera australiana. Il nome fu dato per la prima volta all'Australia nel 1644 dal navigatore olandese Abel Tasman.
Il nome venne utilizzato per indicare tutta la "Terra del Sud" o Terra Australis, anche se le coste del continente non erano state ancora pienamente esplorate; tuttavia, dopo l'insediamento britannico di Botany Bay a Sydney nel 1788, il territorio orientale del continente rivendicato dalla Gran Bretagna venne chiamato Nuovo Galles del Sud, mentre la parte occidentale continuò a chiamarsi Nuova Olanda. Il nome Hollandia Nova continuò ad essere utilizzato per riferirsi all'Australia almeno fino al 1824, e in modo semi-ufficiale fino almeno alla metà degli anni 1850.
Nonostante il nome dato al paese, né il regno dei Paesi Bassi, né la Compagnia olandese delle Indie orientali hanno mai rivendicato il territorio in Australia come proprio; le molte spedizioni olandesi, che visitarono la costa durante i 200 anni dopo la prima esplorazione olandese del 1606, non tentarono neppure mai la creazione di alcun insediamento permanente: la maggior parte degli esploratori olandesi di questo periodo riteneva che l'apparente mancanza di acqua e di suolo fertile rendesse la regione inadatta per la colonizzazione.

## Storia

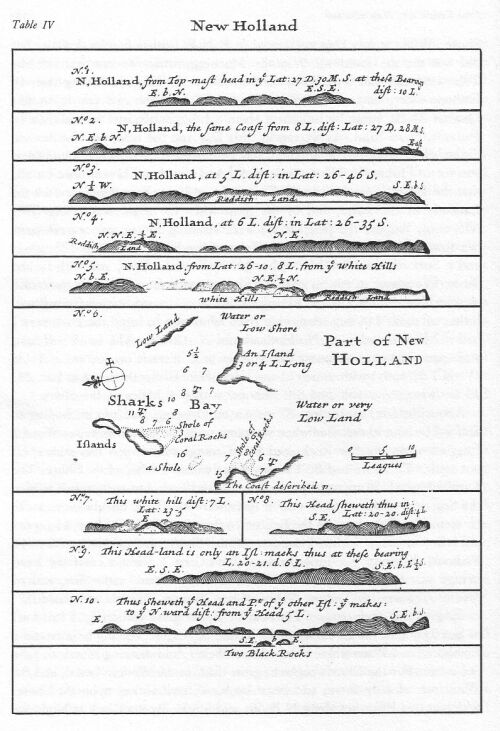
Mappa di una parte della Nuova Olanda redatta da William Dampier nel 1699

Il nome Nuova Olanda venne utilizzato per la prima volta per indicare la costa occidentale e settentrionale dell'Australia nel 1644 dal navigatore olandese Abel Tasman, meglio conosciuto per la sua scoperta della Tasmania (chiamata da lui Terra di Van Diemen). Il capitano inglese William Dampier usò il nome nel suo racconto di due viaggi esplorativi compiuti nella zona nel 1688 e 1699. Dopo la fondazione dell'insediamento britannico di Nuovo Galles del Sud nel 1788, che occupava la parte orientale del territorio, il termine Nuova Olanda fu spesso usato per riferirsi solo alla parte di continente non ancora annesso al Nuovo Galles del Sud, ovvero alla parte occidentale del continente.
Il 22 agosto 1770, dopo aver navigato a nord della costa orientale dell'Australia, James Cook rivendicò tutta la costa che aveva appena esplorato come territorio britannico. Inizialmente Cook la chiamò Nuovo Galles, ma poi la modificò in Nuovo Galles del Sud. Con l'istituzione di un insediamento britannico a Sydney nel 1788, i britannici rafforzarono la loro pretesa sulla parte orientale dell'Australia, ora ufficialmente denominata Nuovo Galles del Sud. Durante la Commissione del governatore Arthur Phillip del 26 gennaio 1788 il confine fu definito come il 135º meridiano di longitudine est, tracciando una linea sulla mappa del 1663 disegnata da Melchisédech Thévenot.
Nel 1804 il navigatore e cartografo britannico Matthew Flinders accantonò il termine di "Nuova Olanda" preferendogli "Australia", raccomandandone l'adozione ufficiale da parte del governo britannico. Inizialmente la sua proposta fu rifiutata, ma il nuovo nome fu approvato ufficialmente dal Regno Unito nel 1824 e il 16 luglio 1825 il confine con il Nuovo Galles del Sud venne spostato più ad ovest fino al 129º meridiano. A seguito della creazione di un nuovo insediamento lungo il fiume Swan Nonostante questo, anche nel 1837, nella corrispondenza ufficiale tra governo britannico di Londra e colonia del Nuovo Galles del Sud, veniva usato ancora il termine "Nuova Olanda" per fare riferimento all'intero continente.
La Nuova Olanda esportò agar in Cina per uso culinario fino al 1832. Nei Paesi Bassi continuarono a chiamare Nuova Olanda (Nieuw Holland) l'Australia fino alla fine del XIX secolo, per poi passare all'attuale Australië.

## Nella letteratura
- Lo scrittore statunitense Edgar Allan Poe usò il termine Nuova Olanda per fare riferimento all'Australia nel 1833, nel suo racconto Manoscritto trovato in una bottiglia: "the hulk flew at a rate defying computation (...) and we must have run down the coast of New Holland".[5]
- Nel 1851 Herman Melville cita la Nuova Olanda in un capitolo del suo romanzo Moby Dick intitolato Does the whale's magnitude diminish? - Will he perish?.[6]
- Nel 1854 un altro scrittore statunitense, Henry David Thoreau, la citò nel libro Walden ovvero Vita nei boschi.[7]